# Principado de Polócia
O Principado de Polócia (em bielorrusso:  Полацкае княства; em russo:  Полоцкое княжество) ou Terra de Polócia (em russo:  Полоцкая земля), também conhecido como Ducado de Polócia (em latim: Polocensis Ducatus) ou Rus Polociana, foi um principado medieval dos antigos eslavos orientais, considerado um dos principados constituintes da Rússia de Kiev, embora tenha sempre mantido um alto grau de autonomia.
Foi fundado em torno da antiga cidade de Polócia pela união tribal dos kriviches. Embora não se conheça com certeza a data de sua fundação, as primeiras menções ao Principado de Polócia datam de meados do século IX (862), quando fazia parte de Novogárdia. Durante a segunda metade do século X, Polócia foi governado por uma dinastia própria, cujo primeiro soberano a ser mencionado historicamente foi o semilendário Rogvolod (? - 978). Rogvolod veio a ser mais conhecido por ser o pai de Rogneda. O principado esteve bastante envolvido em diversas crises de sucessão ocorridas nos séculos XI e XII, e travou uma guerra com a Terra de Novogárdia. No século XIII foi integrado ao Grão-Ducado da Lituânia.
Durante o período de sua maior extensão, o principado se estendeu sobre grande parte do centro e norte da Bielorrússia atual, e por uma pequena parte do sudeste da Letônia moderna, incluindo, além da própria Polócia, as cidades de Vitebsco, Drutsco, Minsque, Iziaslávia (atual Zaslawye), Lahojsk, Barysaw, Brachyslaw (atual Braslau), Cuceino (atual Koknese), entre outras.